# Nagypestényi református templom
A nagypestényi református templom műemlékké nyilvánított templom Romániában, Hunyad megyében. A romániai műemlékek jegyzékében a HD-II-m-A-03404 sorszámon szerepel.